# Laï
Laï – miasto w Czadzie, w regionie Tandjilé, departament Tandjilé Est; 20 tys. mieszkańców (2006). Przemysł spożywczy. W pobliżu miasta znajduje się niewielki port lotniczy.